# Europa-Rundreise von Peñarol Montevideo 1927

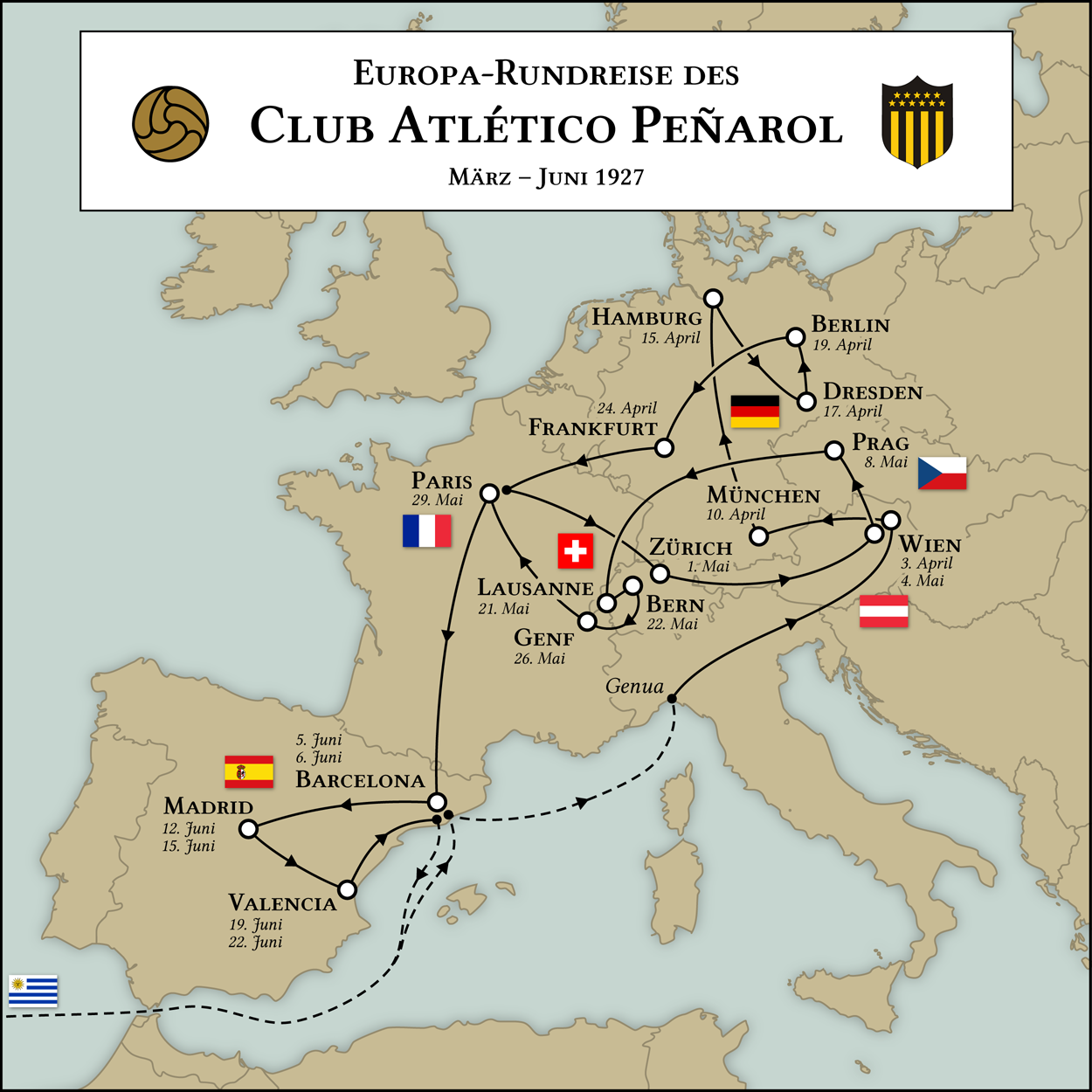
Die Reiseroute von Peñarol Montevideo 1927.

Zwischen Anfang April und Ende Juni 1927 unternahm der uruguayische Fußballverein Peñarol Montevideo eine Reise durch Europa. Diese reiht sich ein in eine Serie ähnlicher Touren (mit dem spanischen Wort gira bezeichnet), die andere südamerikanische Klubs in den 1920er Jahren bestritten. Sie waren vor allem darauf ausgerichtet, einen Austausch zwischen den einander nahezu unbekannten Fußballkulturen beider Kontinente herzustellen.
Die Mannschaft aus der Hauptstadt Montevideo – wegen ihrer Trikotmusterung auch als „Schwarz-Gelbe“ (sp.: Aurinegros) bezeichnet – absolvierte in sechs Ländern 19 Spiele gegen 16 Teams und konnte dabei sieben Siege erreichen. Insbesondere die erste Hälfte der Reise war geprägt von schwachen Leistungen der Uruguayer, was sich auch in teils negativer medialer Berichterstattung niederschlug. Obschon sich das Team anschließend stabilisierte und sehr publikumswirksamen Fußball bot, zog die Vereinsführung letztlich – auch unter Berücksichtigung unzureichender Planung im Vorfeld und des entstandenen finanziellen Verlustes – ein kritisches Fazit der Gira. Gleichwohl war durch die Tour immerhin das Ziel erreicht worden, internationale Aufmerksamkeit zu erzielen und den südamerikanischen Fußball in Europa bekannter zu machen.

## La gira

### Vorgeschichte
Bis in die 1920er Jahre existierten die Fußballkulturen Europas und Südamerikas relativ unabhängig, ohne allzu viele Schnittpunkte und Wissen übereinander. Als erster europäischer Verein war 1904 der Southampton FC nach Südamerika gereist und hatte in Argentinien sechs Spiele bestritten. Weitere britische Klubs und 1914 der FC Turin folgten, wobei die Zielländer stets Argentinien, Brasilien und Uruguay waren. Ohne dass es im kriegsgeplagten Europa allzu aufmerksam zur Kenntnis genommen worden wäre, wurden 1916 in Südamerika mit der CONMEBOL der erste Fußballkontinentalverband und mit dem Campeonato Sudamericano de Fútbol – dem Vorläufer der Copa América – der weltweit erste Wettbewerb für Fußballnationalmannschaften ins Leben gerufen. Dennoch betrachteten sich die Europäer im Vergleich zu den „Exoten aus der Ferne“ lange Zeit als überlegene Macht in diesem Sport. Dementsprechend groß war die Verwunderung im Mai und Juni 1924, als die uruguayische Fußballnationalmannschaft im Verlauf des olympischen Fußballturniers in Paris unter anderem die europäischen Teams Jugoslawiens, Frankreichs und der Niederlande in überlegener Manier besiegte und schließlich durch einen ebenso deutlichen Sieg gegen die Schweiz die Goldmedaille errang. Die Europäer waren begeistert vom kreativen und eleganten Spielstil der Uruguayer und begannen, sich vermehrt für die dortige Fußballkultur zu interessieren.
Ab diesem Zeitpunkt unternahmen deshalb auch mehrere südamerikanische Klubs Rundreisen durch Europa – um Kontakte zu knüpfen, Spielpraxis gegen neue Gegner zu sammeln und Anerkennung für das eigene fußballerische Wirken zu erwerben. Zwischen März und August 1925 absolvierte beispielsweise der Club Nacional de Football aus Montevideo 38 Partien in Frankreich, Spanien, den Niederlanden, Belgien, der Tschechoslowakei, Portugal, Österreich und der Schweiz, von denen die Südamerikaner 26 gewannen. Ebenfalls ab März – allerdings nur bis Anfang Juni – tourte das argentinische Spitzenteam Boca Juniors aus der Hauptstadt Buenos Aires durch Spanien, Frankreich und das Deutsche Reich und gewann 15 seiner 19 Begegnungen. Sehr bekannt ist auch die Reise des chilenischen Hauptstadtklubs CSD Colo-Colo, der zwischen April und Juni 1927 22 Spiele in Portugal und Spanien bestritt und zwölf siegreich beendete.

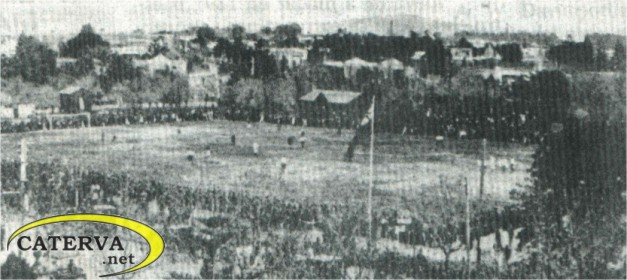
Auf dem Field de Villa Peñarol bestritt der CURCC 1905 sein erstes Spiel gegen ein europäisches Team.

Peñarol Montevideo war bis dato zu Hause in Montevideo viermal auf europäische Gegner getroffen:
- Am 11. Juni 1905 gastierte der englische Nottingham Forest FC auf dem Field de Villa Peñarol.[5] Damals kaum mehr als ein gewöhnlicher Sportplatz war es die Heimspielstätte des Central Uruguay Railway Cricket Club (CURCC), der ab 1913 als Club Atlético Peñarol firmierte. Die Aurinegros verloren diese Partie deutlich mit 1:6.
- Am 10. September 1922 machte der tschechoslowakische Teplitzer FK – Meister 1921 und 1922 des Deutschen Fußball-Verbandes für Böhmen (DFVfB) innerhalb der Československá associace footballová (ČSAF) – während seiner Südamerika-Tournee in Peñarols Estadio Pocitos Station. Die Partie musste allerdings beim Stand von 1:0 für die uruguayischen Hausherren wegen starken Regens abgebrochen werden.[6]
- Ebenfalls im Estadio Pocitos traf man am 4. Juli 1923 auf den Third Lanark AC aus dem schottischen Glasgow und verlor 0:2.[7]
- Schließlich spielte Peñarol Montevideo am 18. Juli 1926 im Estadio Gran Parque Central gegen den spanischen RCD Espanyol Barcelona. Man konnte sich mit 1:0 durchsetzen.[8]

In Uruguay war Fußball um 1927 noch Amateursport; die 1900 ins Leben gerufene Primera División wurde erst 1932 professionalisiert. Bis 1922 hatte Peñarol Montevideo (beziehungsweise der CURCC) sieben Mal die uruguayische Meisterschaft gewinnen können. Dann jedoch wurde der Verein Ende des Jahres zusammen mit Central aufgrund gravierender Differenzen von der Asociación Uruguaya de Fútbol (AUF) ausgeschlossen und es wurde mit der Federación Uruguaya de Football (FUF) ein weiterer Verband gegründet, in dem sich ein Teil der uruguayischen Vereine parallel organisierte. Man richtete für zwei Verbände eine eigene Meisterschaft aus und stellte auch eine eigene Nationalmannschaft auf. Beide Ligen wurden 1926 wieder zusammengeführt und im sogenannten Torneo del Consejo Provisorio die Meisterschaftsteilnehmer für die Saison 1927 bestimmt. Diese Spaltung hatte allerdings insofern drastische Konsequenzen für die Spieler von Peñarol Montevideo, als dass sie von der AUF nicht in das Aufgebot für die Olympischen Sommerspiele 1924 berufen worden waren und somit nicht dem in Europa gefeierten Team angehörten.
Dank steigender Mitgliederzahlen und einer verantwortungsbewussten und kompetenten Vereinsführung stand Peñarol als wirtschaftlich überaus solider Klub da. Anfang des Jahres 1927 entschied man sich dazu, selbst eine Rundreise durch Europa zu organisieren. Dies sollte sowohl eine Belohnung als auch eine Entschädigung für die Spieler sein, die im Vorjahr das Torneo del Consejo Provisorio gewonnen hatten und wegen der Spaltung um die Möglichkeit gebracht wurden, schon 1924 in Europa zu spielen.

### Kader
| Luis Biscardi |
| Juan Legnazzi |

| Denis D’Agosto |
| José Benincasa |
| Alberto Nogués |
| Juan Santero   |

| Antonio Aguerre  |
| Gildeón Silva    |
| Pascual Ruotta   |
| Alfredo Boccardo |

| Ladislao Pérez     |
| Pascual Paola      |
| Antonio Sacco      |
| Pablo Terevinto    |
| Juan Pedro Arremón |
| Peregrino Anselmo  |
| Antonio Cámpolo    |
| Arturo Suffiotti   |

| Vicente Rubino    | Delegationspräsident         |
| Pablo Perazzo     | Hochrangiges Vereinsmitglied |
| Leonardo De Lucca | Cheftrainer                  |
| Alberto Nogués    | Mannschaftsarzt              |
| Roberto Fígoli    | Physiotherapeut              |

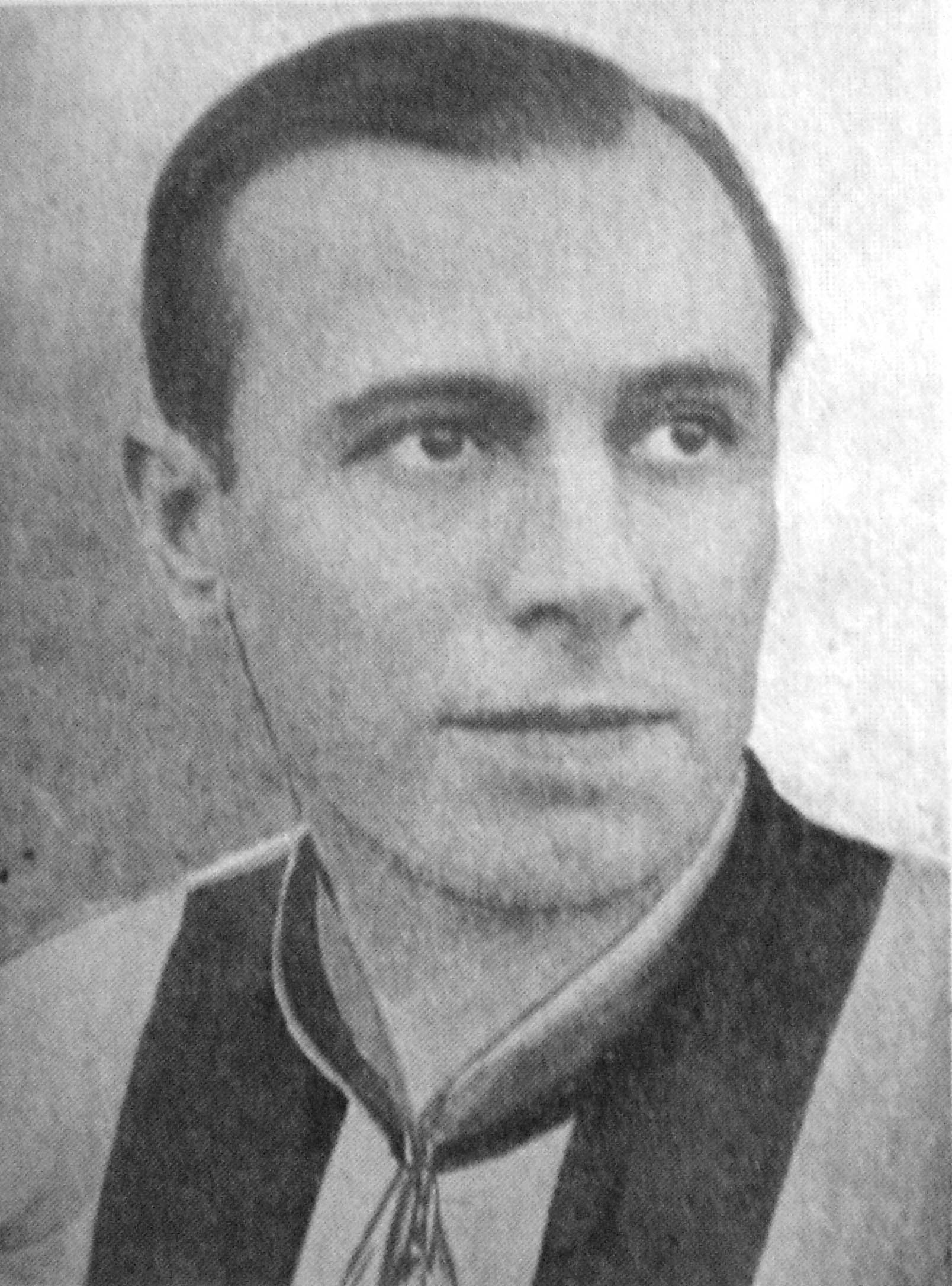
José Piendibene, einer der berühmtesten Spieler in der Vereinsgeschichte von Peñarol, musste verletzungsbedingt in Uruguay bleiben.

Mit Ausnahme des 36-jährigen Stürmerstars José Piendibene, der nach einer Verletzung zur medizinischen Rehabilitation in Uruguay blieb, stand die komplette erste Mannschaft für die Reise zur Verfügung. Aufgrund der zeitlichen Überschneidung wurden die Spieler aus der nationalen Meisterschaft abgezogen, die man stattdessen mit der zweiten Mannschaft bestritt. Nichtsdestotrotz belegte Peñarol 1927 den zweiten Platz hinter dem Rampla Juniors FC.
Einige der Sportler hatten bereits internationale Titel gewonnen. So gehörten Juan Legnazzi, Antonio Cámpolo und Pascual Ruotta der uruguayischen Nationalmannschaft an, die siegreich aus dem in Chile ausgetragenen Campeonato Sudamericano 1920 hervorging. Ladislao Pérez (damals allerdings noch für die Montevideo Wanderers spielend) siegte mit Uruguay vor heimischer Kulisse beim Campeonato Sudamericano 1923 und wurde dabei von Leonardo De Lucca trainiert, der nun vier Jahre später Peñarol betreute. Er blieb dem Verein treu und war nach der Liga-Professionalisierung 1932 noch mehrfach für kurze Zeit Trainer der Aurinegros, mit denen er 1932 die Meisterschaft gewinnen konnte.
Zwar begleitete offiziell kein Mannschaftsarzt die Reise, doch Abwehrspieler Alberto Nogués war in Uruguay als Arzt tätig und kümmerte sich in Europa um die medizinischen Belange des Teams. Nach seinem Karriereende 1936 setzte er die Arbeit in der medizinischen Abteilung des Vereins noch einige Jahrzehnte fort.
Entgegen damals üblicher Praxis bei derartigen Giras entschlossen sich die Verantwortlichen von Peñarol Montevideo, keine Spieler anderer Vereine mitzunehmen und für die Dauer der Fahrt ins eigene Team zu integrieren.

### Verlauf der Reise

#### Schwieriger Start in der alten Welt
Am Dienstag, den 15. März 1927, legte die Mannschaft an Bord der SS Conte Verde in Montevideo ab. Das großzügige Dampfschiff bot Gymnastik- und Sportmöglichkeiten an Deck, was insbesondere für die Sportler relevant war, da sie so ihre körperliche Fitness aufrechterhalten konnten. Nach Zwischenstopps in den brasilianischen Städten Santos und Rio de Janeiro wurde der Atlantische Ozean überquert. Geplant war, in Barcelona an Land zu gehen, von dort mit dem Zug in die französische Hauptstadt Paris weiter zu reisen und dort ein erstes Spiel zu bestreiten. Einige Tage vor der Ankunft informierte der mitreisende Vereinsvorstand, der in Telegraphenverbindung zum Festland stand, das Team allerdings darüber, dass es eine Planänderung gäbe und das erste Spiel in Wien stattfinden würde. Die Conte Verde lief am Morgen des 23. März in Barcelona ein. Die Reisegruppe wurden von lokalen Sportlern begrüßt und erhielt eine kurze Stadtführung, ehe man gegen 12:30 Uhr mit dem Schiff weiter nach Genua fuhr. Es war vorgesehen, in wenigen Wochen nach Spanien zurückzukehren und Partien gegen den FC Barcelona sowie RCD Espanyol Barcelona zu bestreiten. Auch in Genua feierten einheimische Athleten die Ankunft der Reisenden. Zu diesem Zeitpunkt waren die vorgesehenen Spiele in Deutschland noch nicht final angesetzt, da es finanzielle Unstimmigkeiten zwischen den deutschen Vereinen und Peñarol gab. Zwar sahen die Uruguayer die Reise als Freundschaftsspiele an und beabsichtigten nicht, Einnahmen zu erzielen – dennoch wollte man durch Antrittsgelder die eigenen Unkosten decken. Man forderte dieses Geld in US-Dollar, was den Deutschen nicht passte. Außerdem war in Genua noch ein Spiel gegen den CFC Genua geplant, ehe die Reise nach Wien fortgesetzt werden sollte. Dieses kam aber nicht zustande.
Die erste Partie der Gira – das erste Spiel von Peñarol Montevideo auf europäischem Boden – wurde schließlich am Sonntag, den 3. April 1927, um 16 Uhr vom tschechoslowakischen Schiedsrichter Zadak angepfiffen. Gegner im Stadion Hohe Warte war eine Wiener Stadtauswahl, die sich aus Spielern der Vereine SC Hakoah Wien, SK Rapid Wien, First Vienna FC 1894, Wiener AC, Floridsdorfer AC, SC Wacker Wien und 1. Simmeringer SC zusammensetzte. Das exotische Team lockte zahlreiche Zuschauer ins Stadion; die Schätzungen differieren zwischen 40.000 und 80.000 Besuchern. Nach nur zehn Minuten gelang Pablo Terevinto das erste Tor für die Uruguayer, die in der ersten Halbzeit überlegen agierten. Ihre Leistung ließ jedoch im weiteren Verlauf der Partie nach, sodass sie nach drei Gegentoren binnen neun Minuten noch 1:3 verloren. Schmerzhafter als die Niederlage wog allerdings der Ausfall von Alberto Nogués, der sich am Knie verletzte und auf weitere Einsätze während der Tour verzichten musste. Er konzentrierte sich in den folgenden Monaten auf seine Tätigkeit als Mannschaftsarzt. Während der Begegnung registrierten Fans, Journalisten und die Wiener Mannschaft einige Besonderheiten im Spiel der Südamerikaner, die den europäischen Taktikvorstellungen widersprachen. So bildete Peñarol beispielsweise bei einem Freistoß von Ferdinand Wesely keine Mauer – stattdessen stellten sich die beiden Verteidiger zum Torwart auf die Torlinie.
Eine Woche später folgte am 10. April vor 30.000 Zuschauern im Städtischen Stadion an der Grünwalder Straße in München eine Partie gegen den FC Bayern München, bei der die Aurinegros durch Pech um den verdienten Ausgleich gebracht wurden und in der 87. Minute ein Eigentor erzielten, dass die 1:2-Niederlage besiegelte. Ähnlich unglücklich verlief die Partie gegen den Hamburger SV, die Schiedsrichter Alfred Birlem am 15. April im Altonaer Stadion leitete. Ein zweifelhafter Elfmeter entschied sie zugunsten der Norddeutschen, die letztlich 3:2 gewannen. Zeitgleich zum Beginn von Peñarols Rundreise durch Deutschland hatte in Spanien der RCD Espanyol Barcelona seinen Kalender für die nächsten Monate vorgestellt, der entgegen den Erwartungen kein Freundschaftsspiel gegen die Schwarz-Gelben enthielt. Als Erklärung hieß es, dass es keinerlei Verhandlungen gegeben habe.

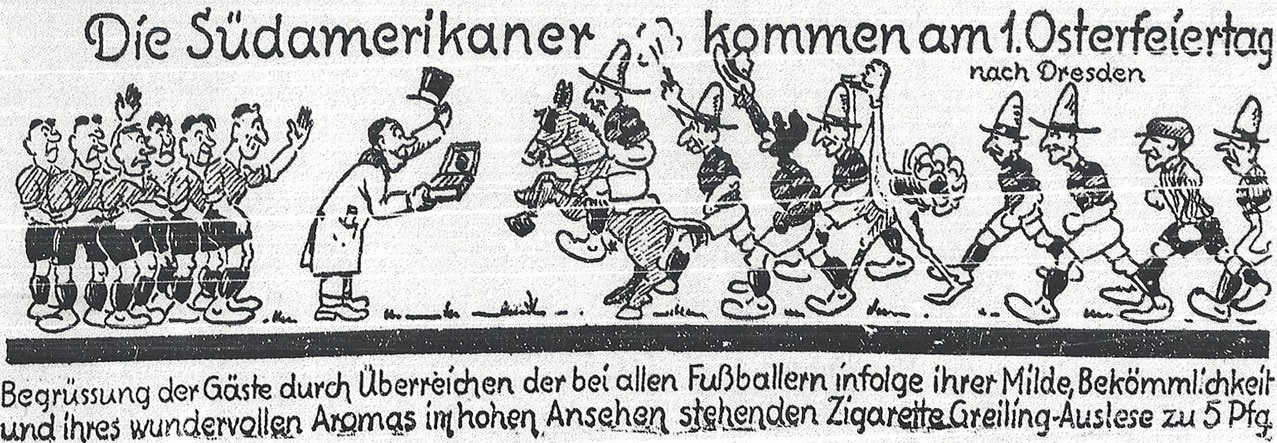
Anzeige der Zigarettenfabrik Greiling vom 16. April 1927 (Vortag des Spiels gegen den Dresdner SC) im Dresdner Anzeiger.

Mit diesen drei Niederlagen im Rücken reiste das Team nach Dresden, um sich mit dem Dresdner SC – mitteldeutscher Meister des Jahres 1926 – zu messen. Das dortige Aufeinandertreffen geriet durch die allseitige Herzlichkeit und eine regelrechte Volksfestatmosphäre zu einem emotionalen Höhepunkt der Reise. Am Vortag des Spiels wurden die Gäste nachmittags mit zehn Privatautos am Westminster-Hotel im Stadtteil Südvorstadt abgeholt und zum Neuen Rathaus gefahren, wo eine große Menschenmenge sie in Empfang nahm. Stadtrat Dr. Marthes, der Vorsitzende des Amtes für Leibesübungen, begrüßte die Spieler persönlich und anschließend nahm man sie mit auf eine Stadtrundfahrt, die auf dem Weißen Hirsch endete. Im Restaurant Luisenhof trafen dann die Gegner freundschaftlich aufeinander und ließen den Tag gesellig ausklingen. Das Spiel selbst – zu dem die Zigarettenfabrik Greiling mehrere Sammelbilder herausgab – fand am 17. April bei Regenschauern und vor 14.000 Zuschauern im Stadion am Ostragehege statt. Beim Einlauf bildeten die Spieler der Jugendmannschaften des Dresdner SC ein Spalier für die Uruguayer, ehe Schiedsrichter Werner von der SpVgg Dresden-Löbtau 1893 die Partie anpfiff. Die ersten 20 Minuten waren die Aurinegros drückend überlegen und letztlich fiel die Entscheidung erst in der Schlussminute, als die Dresdner durch einen wiederholten Hand-Elfmeter 2:1 gewannen.

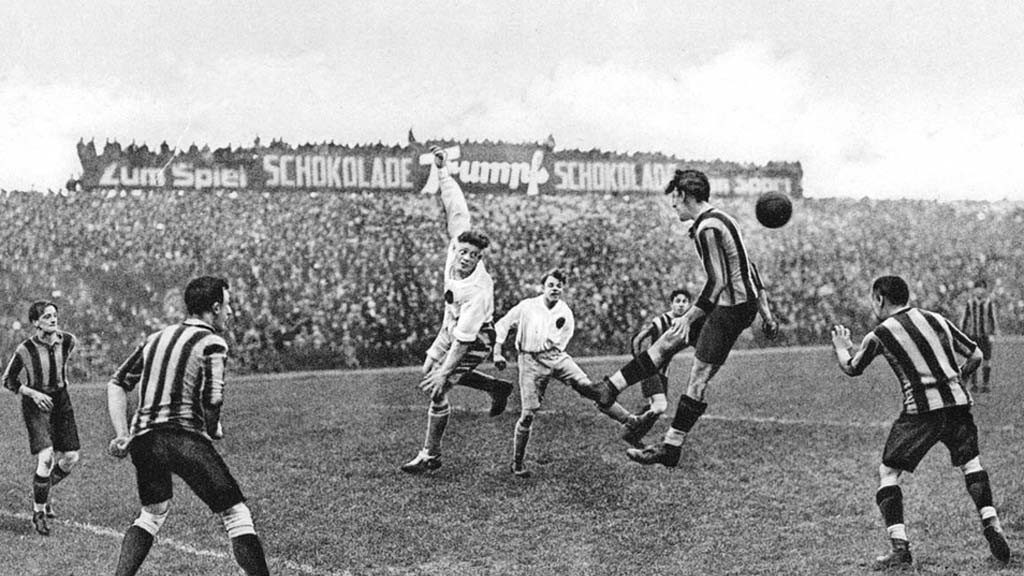
Spielszene während der Partie von Peñarol Montevideo gegen Hertha BSC (in weißen Trikots).

Ein 0:1 gegen Hertha BSC im Berliner Poststadion am 19. April – immerhin das vierte Spiel innerhalb von neun Tagen – erhöhte die Anzahl der Niederlagen in Europa auf fünf in Serie, denen keinerlei Positivergebnisse gegenüberstanden. Das erste dieser Art erlebten die weit gereisten Sportler dann am 24. April, als sie im Frankfurter Waldstadion auf eine Stadtauswahl trafen, bestehend aus Spielern von Eintracht Frankfurt (unter anderen Franz Schütz und Willi Pfeiffer), Rot-Weiss Frankfurt und dem FSV Frankfurt (unter anderen Albert Eschenlohr). Peco Bauwens, der spätere erste Präsident des Deutschen Fußball-Bundes, leitete die Partie und die 10.000 Zuschauer sahen einen Halbzeitstand von 1:1. In der zweiten Hälfte profitierte der Club Atlético Peñarol in Person seines Kapitäns Pascual Ruotta von zwei Aussetzern des Frankfurter Torwartes Willy Trumpp. Dessen schwache Abwehr nutzte Ruotta zunächst aus, um die Führung zu erzielen. Wenig später rutschte Trumpp nach einem von Ruotta scharf geschossenen Strafstoß der eigentlich bereits gehaltene Ball noch ins Tor, was den Endstand von 3:1 für Peñarol markierte. Nach diesem Triumph gönnten die Verantwortlichen der Delegation ihren Spielern eine kurze Pause, weswegen man zur Erholung für einige Tage nach Paris fuhr. Die Maßnahme wirkte sich zumindest nicht negativ aus, denn als am 1. Mai in Zürich die nächste Partie gegen die Young Fellows Zürich anstand, verbuchte man mit einem 1:0 abermals einen Sieg.
Es folgten zwei Begegnungen mit den zur damaligen Zeit besten Mannschaften Mitteleuropas: Der SK Rapid Wien hatte gerade die Austragung 1926/1927 des österreichischen Cups gewonnen und der AC Sparta Prag war jüngst tschechoslowakischer Meister 1925/1926 sowie 1927 geworden. Vor allem aber sollten beide Vereine im weiteren Verlauf des Jahres im Finale der ersten Austragung des Mitropapokals aufeinandertreffen, des ersten großen internationalen Wettbewerbes der Welt für Vereinsfußballmannschaften und in der Zeit vor dem Zweiten Weltkrieg die wichtigste Trophäe im kontinentaleuropäischen Vereinsfußball. Dieses Endspiel sollte Prag mit 7:4 (Hin- und Rückspiel) gewinnen. Die Favoritenrollen waren demnach klar verteilt und tatsächlich setzte sich der SK Rapid Wien am 4. Mai in seiner Heimstatt, der Pfarrwiese, mit 5:0 gegen Peñarol durch. Glimpflicher erging es den Uruguayern vier Tage später vor 20.000 Zuschauern im Prager Stadion Letná, als sie sich lediglich wegen eines späten Eigentores in der 85. Minute 0:1 geschlagen geben mussten. Der außerordentlich guten Stimmung im Stadion Anerkennung zollend, wollte man für den nächsten Tag noch ein Spiel gegen ein kombiniertes Team vom AC Sparta Prag und SK Slavia Prag ansetzen. Diese Partie kam aber nicht zustande.

#### Versöhnliche zweite Hälfte
Nach der Niederlage in Prag nahm sich das Team aus Montevideo eine 13-tägige Auszeit zum Trainieren und zur Entspannung. Es ist davon auszugehen, dass Trainer De Lucca während dieser Zeit seine Taktik umstellte, die Spielweise besser an die europäischen Gegner anpasste und seine Spieler nachdrücklich zu besseren Leistungen motivierte. Tatsächlich verlief die zweite Hälfte der Gira wesentlich erfolgreicher als der Beginn; von den letzten zehn Partien verlor Peñarol nur eine einzige.
Die Erfolgsserie begann am 21. Mai in Lausanne, als sich der überforderte FC Lausanne-Sport den anstürmenden Uruguayern im Stade de la Pontaise 1:7 geschlagen geben musste. Das Spiel war um 17:45 Uhr vom einheimischen Schiedsrichter Demartines angepfiffen worden, lockte wegen schlechten Wetters aber nur wenige Zuschauer an. Diejenigen, die den Weg ins Stadion gefunden hatten, erlebten, dass Paola, Sacco und Ruotta jeweils ein Doppelpack gelang. Es folgte am nächsten Tag ein 1:1-Unentschieden gegen eine städtische Auswahl in Bern, wobei das wohlwollende Publikum allerdings Peñarol den moralischen Sieg zusprach. Der Abstecher in die Schweiz fand am 26. Mai in Genf seinen Abschluss mit einem Spiel gegen den Servette FC Genève – den Landesmeister der Saison 1925/1926. Peñarol gewann die Partie 1:0 und reiste anschließend weiter nach Paris.

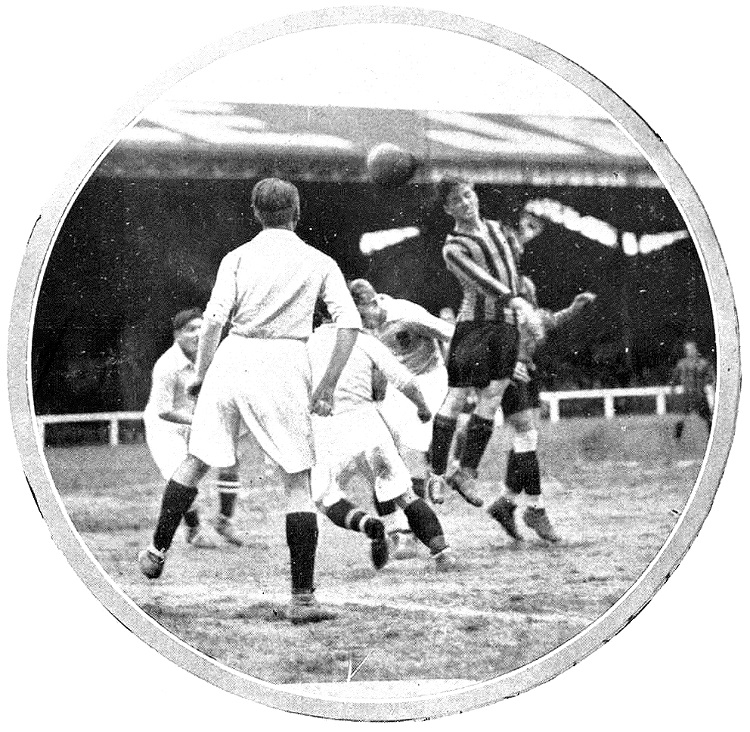
Spielszene während der Partie von Peñarol gegen die Pariser Stadtauswahl (in weißen Trikots).

Im dortigen Stade Buffalo im Vorort Montrouge trat man drei Tage später gegen eine offiziell als Pariser Stadtauswahl betitelte Mannschaft an. Tatsächlich setzte sich das Team aus Spielern sowohl der Hauptstadtvereine RC Paris, Red Star Paris (Sieger der Coupe de France 1920/1921, 1921/1922, 1922/1923) und Stade Français als auch der Vorortclubs Football Étoile Club de Levallois, Stade olympique de l’Est und Club athlétique de Vitry zusammen, beinhaltete allerdings auch Spieler von Stade Reims. Vor Beginn der Partie, die 1:1 endete, hielten alle Sportler und das Publikum eine Schweigeminute im Gedenken an den unerwartet verstorbenen Rugby-Union-Spieler Aimé Cassayet-Armagnac sowie an die verschollenen Piloten Charles Nungesser und François Coli.
Während der letzten zweieinhalb Wochen der Rundreise gastierten die Uruguayer in Spanien, trafen dort auf drei Kontrahenten und absolvierten auch jeweils ein Revanchespiel. Der FC Barcelona musste einige organisatorische Probleme lösen, um den Ansprüchen von Peñarol gerecht werden zu können. Ende Mai, unmittelbar nach dem Gastspiel in Paris, bestätigte man gegenüber der spanischen Presse:
„Der Nimbus von Prestige und großer Klasse, dessen sich die amerikanische Mannschaft in ganz Europa erfreut, verwandelte sich, sobald man von ihrer Reise erfuhr, in eine Reihe von Verträgen, die die Abwesenheit dieses berühmten Teams von unserem Spielfeld von Las Corts befürchten ließ. Aber unser meisterhafter Verein, alle Hindernisse überwindend und bereit für alle materiellen Opfer, erreichte schließlich die Verpflichtung einer so angesehenen Mannschaft, damit sie uns zu den angegebenen Daten besuche.“
Als das Team schließlich am 1. Juni Barcelona erreichte – mehr als zwei Monate, nachdem man dort erstmals europäischen Boden betreten hatte –, war die Atmosphäre von Anfang an sehr freundschaftlich geprägt. Die Parfümerie Myrurgia fertigte silberne Pokale für die Partien, die im Vorfeld im Stadtzentrum ausgestellt wurden. Allerdings sah sich Peñarols Delegationspräsident Rubino mit Vorwürfen ob der mäßigen Leistungen seines Vereins konfrontiert. Er begründete dies unter anderem mit dem schlechten Wetter, parteiischen Schiedsrichtern in Deutschland sowie mit Nogués’ Verletzung und einer Neuralgie, unter der Silva litt. Des Weiteren führte er aus:
„Wir haben Länder besucht, welche ich, glauben Sie mir, nicht wieder besuchen werde, nicht einmal als einzelner Tourist.“

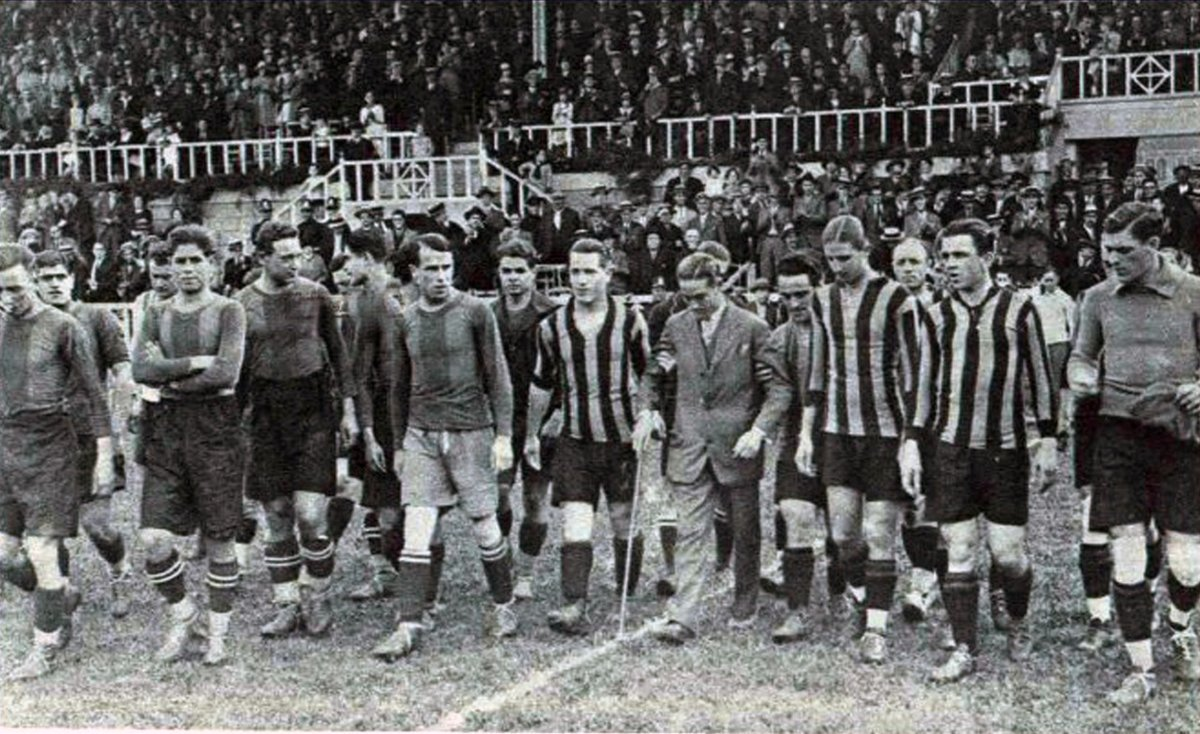
Einlauf der Spieler von Peñarol und des FC Barcelona (in dunklen Trikots) in den Camp de Les Corts. Im Anzug und gestützt von den Spielern geht Esteban Pedrol.

Das erste Spiel gegen den FC Barcelona fand am 5. Juni im Camp de Les Corts statt. Den Anstoß führte dabei der Barcelonese Esteban Pedrol aus, der auf einen Gehstock gestützt und von Spielern beider Mannschaften begleitet das Stadion betrat, nachdem er zwei Monate zuvor im Spiel gegen den Valencia CF einen Schien- und Wadenbeinbruch erlitten hatte. Die Begegnung ging für Peñarol 1:5 verloren, das Rückspiel am darauffolgenden Tag verlief jedoch mit 1:1 als Remis und das Publikum auf den Tribünen bedachte die Gäste mit viel Beifall. Zum Abschied übersandte die uruguayische Delegation noch ein Dankesschreiben an den Präsidenten des FC Barcelona, in dem die Gastfreundschaft und der große Sportsgeist der Katalanen, insbesondere auch der Zuschauer, hervorgehoben wurde. Ein ganz anderes Bild erwartete die Aurinegros Mitte Juni in der spanischen Hauptstadt Madrid. Eine sommerliche Hitzewelle belastete die Stadt und der nächste Gegner – Atlético Madrid – hatte sich entschlossen, seine erste Mannschaft zu schonen und lediglich die zweite Mannschaft und Ersatzspieler zu den Freundschaftsspielen gegen Peñarol aufzubieten. Auch die Bevölkerung zeigte wenig Interesse an den Partien (5:2 und 4:3 für die Uruguayer) und nur vergleichsweise wenige Zuschauer verfolgten sie im Stadium Metropolitano. Interessant war das Zusammentreffen mit dem Torwart Ricardo Zamora von Espanyol Barcelona, der den Madrilenen aushalf und eine Halbzeit lang auf dem Platz stand. Bei der Südamerika-Tour seines Vereins im Jahr zuvor war er im Estadio Gran Parque Central in Montevideo von José Piendibene überwunden worden, als Peñarol 1:0 gewann. Die Sieger wollten ihn anschließend verpflichten, was letztlich aber ohne Erfolg blieb. Die letzten beiden Spiele der Gira absolvierte der Club Atlético Peñarol am 19. und 22. Juni im Estadio Mestalla in Valencia gegen den Valencia CF. Im Hinspiel, das 0:0 endete, verschossen beide Mannschaften je einen Strafstoß; Valencia tat dies absichtlich als Geste des Fair Play, denn er war von Schiedsrichter Vidal Royo zu Unrecht gegeben worden. Nachdem Torhüter Biscardi in der zweiten Partie einen Elfmeter parieren konnte, gewannen die Uruguayer mit 2:1 und verabschiedeten sich mit einem Sieg aus Europa.
Am 23. Juni fuhr das Team von Valencia nach Barcelona und am 24. Juni legte die SS Conte Verde in Richtung Südamerika ab.

### Statistik
| Datum      | Ort               | Stadion                | Gegner                   | Ergebnis |
| ---------- | ----------------- | ---------------------- | ------------------------ | -------- |
| 03.04.1927 | Wien              | Stadion Hohe Warte     | Wiener Stadtauswahl      | 1 : 3    |
| 10.04.1927 | München           | Grünwalder Stadion     | FC Bayern München        | 1 : 2    |
| 15.04.1927 | Hamburg           | Altonaer Stadion       | Hamburger SV             | 2 : 3    |
| 17.04.1927 | Dresden           | Stadion am Ostragehege | Dresdner SC              | 1 : 2    |
| 18.04.1927 | Berlin            | Poststadion            | Hertha BSC               | 0 : 1    |
| 24.04.1927 | Frankfurt am Main | Waldstadion            | Frankfurter Stadtauswahl | 3 : 1    |
| 01.05.1927 | Zürich            | Stadion Förrlibuck     | Young Fellows Zürich     | 1 : 0    |
| 04.05.1927 | Wien              | Pfarrwiese             | SK Rapid Wien            | 0 : 5    |
| 08.05.1927 | Prag              | Stadion Letná          | AC Sparta Prag           | 0 : 1    |
| 21.05.1927 | Lausanne          | Stade de la Pontaise   | FC Lausanne-Sport        | 7 : 1    |
| 22.05.1927 | Bern              | Stadion Wankdorf       | Berner Stadtauswahl      | 1 : 1    |
| 26.05.1927 | Genf              |                        | Servette FC Genève       | 1 : 0    |
| 29.05.1927 | Paris             | Stade Buffalo          | Pariser Stadtauswahl     | 1 : 1    |
| 05.06.1927 | Barcelona         | Camp de Les Corts      | FC Barcelona             | 1 : 5    |
| 06.06.1927 | Barcelona         | Camp de Les Corts      | FC Barcelona             | 1 : 1    |
| 12.06.1927 | Madrid            | Stadium Metropolitano  | CA de Madrid             | 5 : 2    |
| 15.06.1927 | Madrid            | Stadium Metropolitano  | CA de Madrid             | 4 : 3    |
| 19.06.1927 | Valencia          | Estadio Mestalla       | Valencia CF              | 0 : 0    |
| 22.06.1927 | Valencia          | Estadio Mestalla       | Valencia CF              | 2 : 1    |

| Spiele | Siege | Unentschieden | Niederlagen | Tore   | Tordifferenz |
| ------ | ----- | ------------- | ----------- | ------ | ------------ |
| 19     | 7     | 4             | 8           | 32: 33 | −1           |

| Pl. | Spieler           | Tore |
| --- | ----------------- | ---- |
| 1.  | Antonio Sacco     | 7    |
| 1.  | Pablo Terevinto   | 7    |
| 2.  | Peregrino Anselmo | 6    |
| 3.  | Pascual Ruotta    | 4    |
| 4.  | Pascual Paola     | 3    |
| 5.  | Ladislao Pérez    | 2    |
| 5.  | Arturo Suffiotti  | 2    |

Anmerkung: 31 der 32 eigenen Tore erzielte Peñarol selbst; eines steuerte Antonio Rey vom Valencia CF als Eigentor bei. Von den 33 Gegentoren wiederum entfallen zwei auf Eigentore – Denis D’Agosto unterlief eines gegen den FC Bayern München und Pascual Ruotta eines gegen den AC Sparta Prag.

### Nachgang, Wirkung und Ausblick
Rückblickend erscheint die Planung und Umsetzung der Gira teilweise unzureichend durchdacht. Ein Beispiel hierfür sind die sich durch die komplette Reisezeit ziehenden Komplikationen bei Vertragsverhandlungen um Spiele und Antrittsgelder und der teilweise anmaßende Umgang der uruguayischen Delegation mit den europäischen Teams. Ebenfalls nicht optimal war die Reihenfolge der Partien, die zahlreiche lange Zugfahrten in bereits zuvor bereiste Regionen erforderte. Eine geschicktere Planung und Streckenoptimierung hätte den Spielern manch strapaziöse Fahrt ersparen können. Möglicherweise sind diese organisatorischen Unachtsamkeiten auch auf die für alle Beteiligten neuen Erfahrungen und ungewohnten europäischen Verhältnisse zurückzuführen.
Innerhalb der Vereinsführung von Peñarol Montevideo stieß der Verlauf der Reise auf Missfallen. Zum einen störte man sich an den schwachen Ergebnissen und zum anderen an den wirtschaftlichen Aspekten, denn die Gira hatte dem Klub einen Verlust von 9000 uruguayischen Pesos eingebracht. Der Verwaltungsrat übernahm die Verantwortung und trat nahezu geschlossen zurück – der Vizepräsident, der Generalsekretär, der Schatzmeister sowie die Beisitzer räumten ihre Posten. Einzig der seit 1921 amtierende Vereinspräsident Julio María Sosa blieb noch bis 1928 im Amt.
Sehr wohl erfolgreich war die Reise jedoch in Hinblick darauf, den Bekanntheitsgrad der Mannschaft in Übersee zu steigern beziehungsweise sie überhaupt erst einmal in das öffentliche Bewusstsein der europäischen Fußballfunktionäre und -interessierten zu rücken. Noch im selben Jahr 1927 unternahm beispielsweise der spanische Real Madrid CF eine Tour durch Süd-, Mittel- und Nordamerika. Am 24. Juli 1927 trafen die Königlichen und die Aurinegros aufeinander und trennten sich 0:0. Weitere europäische Teams machten auf ihren jeweiligen Südamerikareisen Ende der 1920er Jahre Station bei Peñarol. Angeregt durch die während der Gira aufgebauten, sehr guten Beziehungen zwischen beiden Vereinen kam es am 26. August 1928 zu einem Spiel gegen den FC Barcelona, das mit 1:1 ebenfalls unentschieden endete. Am 9. Juni 1929 besiegten die Uruguayer den englischen Chelsea FC mit 2:1 und am 3. August gleichen Jahres Ferencváros Budapest – damals amtierender ungarischer Meister und Titelträger des Mitropapokals – mit 2:0, ehe am 31. August ein 1:1 gegen den FC Turin folgte. Alle diese Spiele fanden im Estadio Pocitos in Montevideo statt, der damaligen Heimstätte von Peñarol.
Von den Spielern, die an der Reise beteiligt waren, sollten einige noch große internationale Erfolge feiern. So wurden Juan Pedro Arremón, Antonio Cámpolo und Peregrino Anselmo von Trainer Primo Giannotti in das uruguayische Aufgebot für die Olympischen Sommerspiele 1928 in Amsterdam berufen, wo die Celeste ihre Goldmedaille von 1924 verteidigten. Anselmo blieb während der vier Partien zwar ohne Einsatz, spielte dafür aber im Juli 1930 bei der ersten Weltmeisterschaft, die vor heimischer Kulisse in Uruguay ausgetragen wurde. Er steuerte in zwei Begegnungen drei Tore bei – unter anderem zwei Treffer im Halbfinale gegen Jugoslawien – und krönte sich am Ende des Turnieres mit seinen Kameraden zum weltbesten Team.

## Mediale Berichterstattung
Die Reise des uruguayischen Spitzenteams erregte auch mediale Aufmerksamkeit. Im Deutschen Reich und in Spanien berichteten nicht nur lokale Tageszeitungen, sondern auch überregionale Sportzeitschriften – wie beispielsweise Fußball, der Kicker und El Mundo Deportivo – über die Partien. Für südamerikanische Fans begleitete El Gráfico das Geschehen. Viele Sportjournalisten bewerteten den Spielstil von Peñarol als sehr attraktiv, aber nicht zwingend offensiv. Die Mannschaft habe viele Spiele dominiert, jedoch zu selten Torgefahr entwickelt. Hinsichtlich der Taktik der Uruguayer zeichneten die Zeitungsartikel allerdings ein überaus ambivalentes und teilweise widersprüchliches Bild.
Nach der ersten Begegnung Anfang April gegen die Wiener Stadtauswahl resümierte El Mundo Deportivo:
„Die erste Halbzeit verlief vorteilhaft für die Uruguayer, die ein vorzügliches Kombinationsspiel realisierten und es schafften, ein wenig zu dominieren. […] Man erwartet mit großem Interesse die nächsten Auftritte von Peñarol.“
Gleichwohl unterstellte nach der Niederlage gegen den FC Bayern München ein dortiges Sportmagazin den Schwarz-Gelben „ein veraltetes System“. Demgegenüber standen die Berichte der Dresdner Presse, die vom „atemberaubenden südamerikanischen Kombinationsspiel“ schwärmte. Der Dresdner Anzeiger machte den Klimawechsel als primäre Ursache für Peñarols Niederlagenserie aus und führte als weitere Faktoren an, dass die Gäste zwar einerseits häufig ihre europäischen Gegner unterschätzt haben könnten, aber andererseits auch oftmals von den Unparteiischen benachteiligt wurden. Dasselbe Argument brachten auch die Dresdner Neueste Nachrichten vor, die nach der Partie gegen den Dresdner SC – entschieden lediglich durch einen wiederholten Hand-Elfmeter in der Schlussminute – die Leistung des Schiedsrichters heftig kritisierten und ihm indirekt eine einseitige Leistung zugunsten der deutschen Mannschaft vorwarfen. Nachdem sich die Uruguayer gegen die Frankfurter Stadtauswahl den ersten Sieg der Rundreise hatten erkämpfen können, war es der Kicker, der die Spielweise des ausländischen Teams überaus scharf und direkt kritisierte:
„Wozu derartig teure und fremdländische Mannschaften? Jede süddeutsche Bezirksligamannschaft ist besser als Penarol. Die den Spielern nachgerühmte fabelhafte Balltechnik- und -behandlung fehlte vollkommen. Sie mögen Akrobaten sein, aber sie sind schlechte Akrobaten. Von Taktik haben sie keine Ahnung, zum Zusammenspiel offenbar nie etwas gehört. Das einzige, was hin und wieder imponierte, war das Kopfspiel einzelner Spieler. – Es verlohnt nicht der Mühe, um Penarol viel Worte zu machen, weil die Spieler aus Südamerika stammen. […] Die Frankfurter Mannschaft war leicht zu schlagen. Sie bestand aus Spielern dreier Vereine. […] Diese elf Leute fanden sich niemals zusammen. […] Zum Schluß insbesondere in der zweiten Spielhälfte, war er grauenhaft langweilig. […] Und die Zuschauer waren froh, daß diese sinnwidrige Kickerei aus war. Zu diesen Leistungen paßte kein besseres Wetter. Es goß nämlich zeitweise in Strömen.“
El Mundo Deportivo hielt dagegen und bewertete einige Tage später die hohe Niederlage gegen den SK Rapid Wien (0:5) sowie das knapp verlorene Spiel gegen den AC Sparta Prag (0:1) folgendermaßen:
„Sie hätten mindestens eben so viele Tore erzielen müssen [wie der SK Rapid Wien], aber vor dem Tor sind sie die personifizierte Unschuld und es scheint, als wüssten sie nicht, was einen Torschuss ausmacht. Das gleiche passierte in Prag. Sparta besiegte Peñarol vor 20.000 Zuschauern 1:0 ungeachtet der Überlegenheit Peñarols, das durch seine Taktik und Technik glänzte. Es war der Fall, dass das Publikum den Ausländern außerordentlich viel Beifall spendete und den tschechoslowakischen Meister auspfiff.“
Auch der Tribune de Lausanne stimmte in die Lobpreisungen ein, nachdem Peñarol Montevideo den FC Lausanne-Sport am 21. Mai überlegen mit 7:1 besiegt hatte. Er zog dabei einen Vergleich zum englischen Manchester United FC, der sechs Tage zuvor an gleicher Stelle ebenfalls ein Freundschaftsspiel bestritten und 3:1 gewonnen hatte. Insbesondere hob die Zeitung Peñarols hervorragendes Stellungsspiel und Pressing hervor und nannte die Partie:
„eine interessante Begegnung und eine Demonstration schönen Fußballs. […] Die Südamerikaner gestalten das Fußballspiel um einiges mehr [im Vergleich zum Manchester United FC] mit Elan und Überschwänglichkeit. Sie tragen ihre Angriffe mit einer atemberaubenden Geschwindigkeit und einer völlig südländischen Verbissenheit vor. Mit ihrer Heftigkeit überraschen sie den Gegner und gehen oft mit Tempo, was ihre Angriffe so effektiv macht. Es muss außerdem gesagt werden, dass das Team der Gäste aus sehr brillanten Individualisten besteht, die ein sehr gut kombiniertes Mannschaftsspiel realisieren. […] Die uruguayische Mannschaft machte einen starken Eindruck. Sie besitzt eine bemerkenswerte Schärfe und die Reihe der Angreifer arbeitet enorm. Es trifft zu, dass diese bewundernswert von den mittleren und hinteren Reihen gestützt wird, die unermüdlich den Angriff antreiben. So ist es, dass die zwei Hinteren – jedes Mal, wenn die Vorderen in die Lausanner Hälfte stürmen – bis zur Mittellinie des Platzes vorrücken und die Bälle zurückspielen, die sie erreichen. Diese Verteidigung ist, nebenbei bemerkt, großartig.“